# Guadalupe Victoria, Namiquipa
Guadalupe Victoria är en ort i Mexiko.   Den ligger i kommunen Namiquipa och delstaten Chihuahua, i den nordvästra delen av landet, 1 400 km nordväst om huvudstaden Mexico City. Guadalupe Victoria ligger 1 929 meter över havet och antalet invånare är 226.
Terrängen runt Guadalupe Victoria är platt västerut, men österut är den kuperad. Terrängen runt Guadalupe Victoria sluttar västerut. Runt Guadalupe Victoria är det mycket glesbefolkat, med 6 invånare per kvadratkilometer. Närmaste större samhälle är Abraham González, 7,1 km sydväst om Guadalupe Victoria. Omgivningarna runt Guadalupe Victoria är i huvudsak ett öppet busklandskap.